# Kerkuil
De kerkuil (Tyto alba) is een wijdverspreide uilensoort die bij voorkeur op zolders, in torens en kerken broedt. De soort wordt ook wel de gewone kerkuil genoemd, om hem te onderscheiden van de andere soorten in de familie van kerkuilen (Tytonidae). Hij is te herkennen aan zijn hartvormige, witte gezichtssluier en de lichte bevedering. De kerkuil komt bijna overal ter wereld voor, behalve in de polen, woestijngebieden en bepaalde delen van Azië.
De kerkuil is een typische nachtvogel, maar in enkele delen van zijn verspreidingsgebied jaagt hij ook overdag. Kerkuilen zijn gespecialiseerd in het vangen van kleine zoogdieren die ze op hun geluid lokaliseren. Ze broeden meermaals gedurende het jaar, afhankelijk van hun standplaats. Het legsel, dat gemiddeld uit vier eieren bestaat, wordt meestal in een oud gebouw, een holle boom, of in een klif uitgebroed. Het vrouwtje en de jonge kuikens zijn afhankelijk van het mannetje voor voedsel. Wanneer het voedselaanbod groot is, kunnen kerkuilenpopulaties snel groter worden; wereldwijd wordt de vogel beschouwd als een soort met de minste zorg binnen het natuurbehoud.
Fylogenetisch onderzoek toont aan dat er minstens drie genetisch gescheiden deelpopulaties van de kerkuil zijn, één in Europa, één in Azië, en één in Amerika. De soort wordt om deze reden wel opgesplitst in de westelijke kerkuil voor de groep in Europa, West-Azië en Afrika, de oostelijke kerkuil voor de groep in Zuidoost-Azië en Australië, en de Amerikaanse kerkuil voor de groep in Amerika. In veel landen (waaronder Nederland en België) is de kerkuil een beschermde diersoort.

## Kenmerken

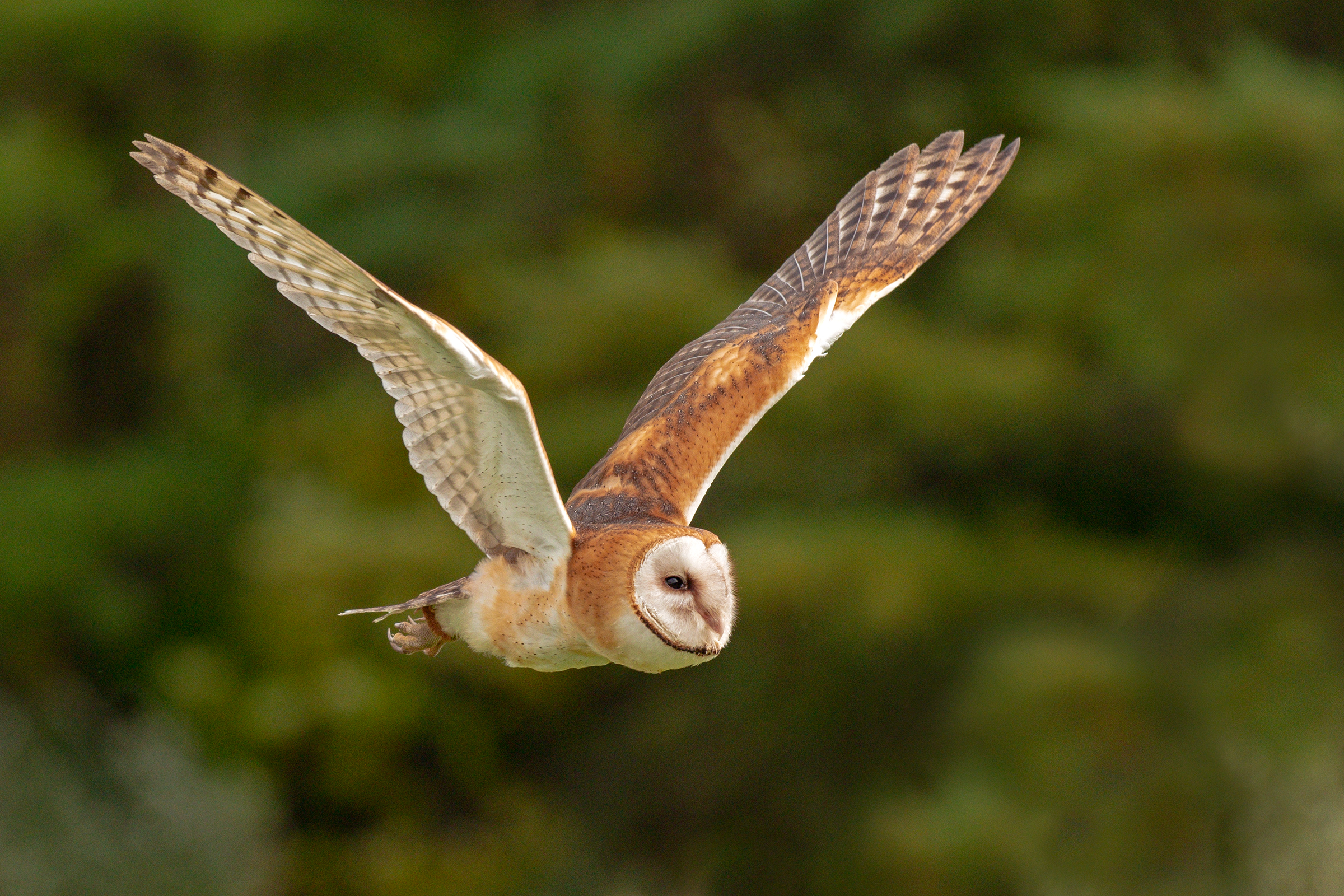
Kerkuil in vlucht, exemplaar uit Canada

De kerkuil is een middelgrote, vaalgekleurde uil met lange vleugels en een korte, gedrongen staart. De rugzijde heeft een goudbruine tot leigrijze grondkleur en is gespikkeld. De lichaamslengte kan aanzienlijk variëren, afhankelijk van de ondersoort, maar de meeste volwassen kerkuilen hebben een lengte van 35–39 cm en een spanwijdte van 80–95 cm. Het gemiddelde gewicht is 355 gram. De staart is hoekig gevormd, in tegenstelling tot die van de echte uilen. Andere onderscheidende kenmerken zijn het glooiende vliegpatroon en de lange, gevederde poten. Karakteristiek is ook het helderwitte, hartvormige gezicht (sluier), met de donkere ogen pal naar voor gericht.
Zoals bij veel andere uilen en roofvogels is het vrouwtje iets groter en zwaarder dan het mannetje. Het verschil is vaak zo'n 10%. De mannetjes lijken op de vrouwtjes, maar zijn minder gevlekt aan de onderzijde, en zijn ze bleker van kleur dan vrouwtjes. De jongen zijn bedekt met witte dons. De kenmerkende hartvormige sluier is al snel na het uitkomen zichtbaar.
In tegenstelling tot wat vaak wordt aangenomen, maakt de kerkuil geen oehoe-geluid (dat door de bosuil en verwante uilen wordt voortgebracht). Kerkuilen kunnen hard en spookachtig krijsen, meestal doen ze dit op het nest of in de vlucht. Zowel jongen als volwassen kerkuilen kunnen blazen om andere dieren af te schrikken. Wanneer hij wordt gevangen of in het nauw wordt gedreven, werpt de kerkuil zich op zijn rug en kan hij zich met zijn scherpe klauwen verdedigen.

## Leefwijze

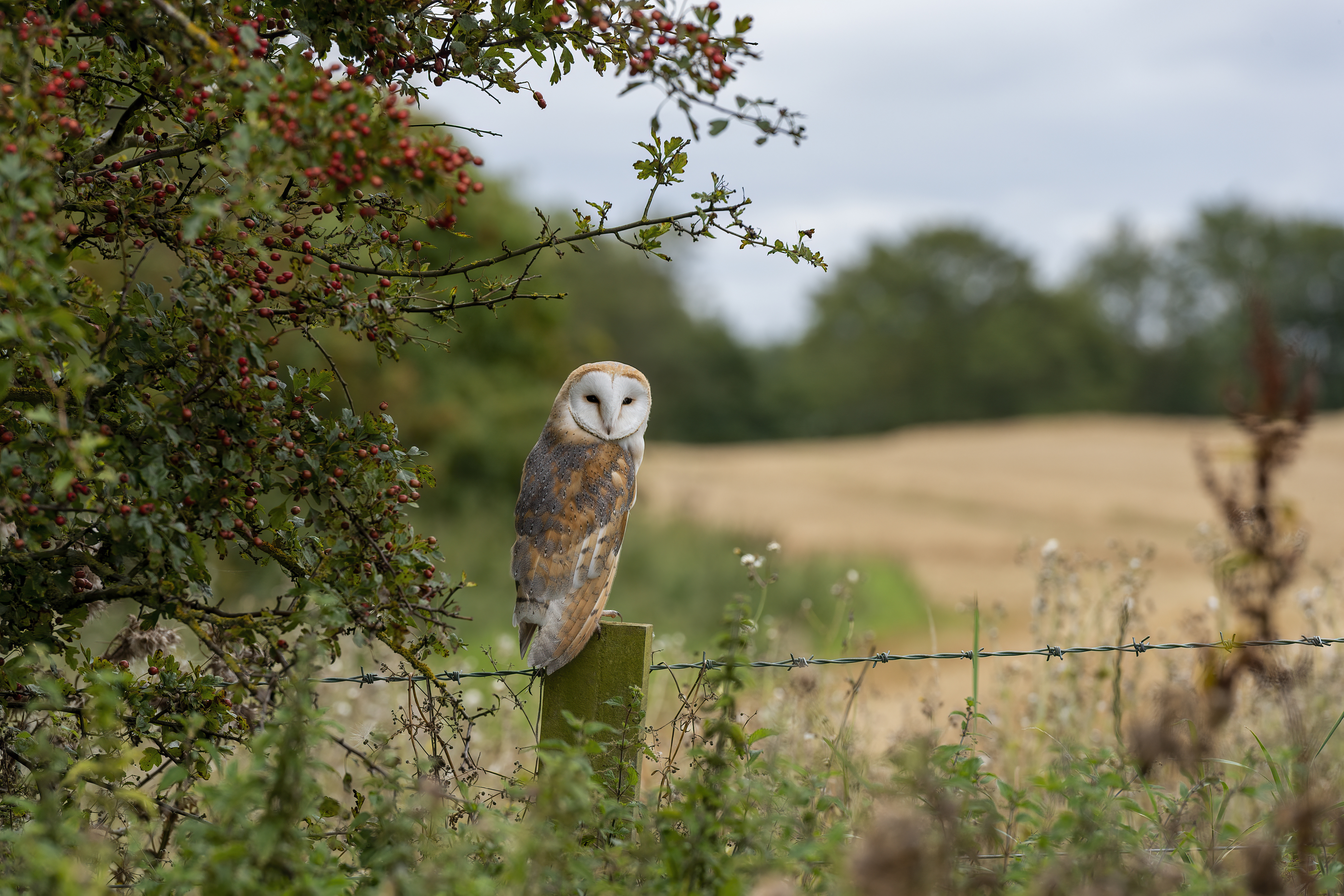
Kerkuilen voelen zich thuis in een halfopen landschap. Exemplaar uit Schotland

Net als de meeste andere uilen is de kerkuil vooral ’s nachts of in de schemering actief. Hij jaagt in het donker voornamelijk op zijn gehoor, dat zeer goed ontwikkeld is. Vaak is hij vlak voor zonsondergang te zien, maar kan ook bij daglicht worden waargenomen wanneer hij bijvoorbeeld van de ene rustplek naar de andere verhuist. In West-Europa jaagt de kerkuil soms overdag, vooral als het ’s nachts slecht weer was. Ook als hij lastiggevallen wordt door vogels zoals eksters of kraaien, blijft hij soms toch overdag actief. In warmere streken, zoals Zuid-Europa en de tropen, jaagt de kerkuil vrijwel uitsluitend ’s nachts.
Kerkuilen zijn geen uitgesproken territoriale dieren, maar hebben wel een vast leefgebied waarbinnen ze voedsel zoeken. In de meeste delen van West-Europa is dat voor mannetjes gemiddeld zo’n kilometer rond de nestplaats. Buiten het broedseizoen slapen mannetjes en vrouwtjes meestal apart, elk op een paar vaste plekken waar ze overdag verscholen zitten. Zulke rustplaatsen bevinden zich vaak in bomen, kliffen of oude gebouwen. Wanneer het broedseizoen nadert, keren de vogels terug naar de omgeving van het nest om daar te rusten.
De kerkuil leeft vooral in open landschap zoals graslanden of landbouwgebied. Hij jaagt graag langs bosranden of bij weiden, waar muizen relatief snel te vinden zijn. Zijn vlucht is sierlijk en opmerkelijk stil: de vleugels van de kerkuil zijn speciaal gebouwd om geruisloos door de lucht te glijden zonder zijn aanwezigheid te verraden. Ondersoorten kunnen verschillen in gedrag en ecologische voorkeuren, zoals bij de Europese T. a. guttata en T. a. alba, die zich waarschijnlijk in afzonderlijke gebieden ontwikkelden tijdens de ijstijden.

### Voedsel en jacht

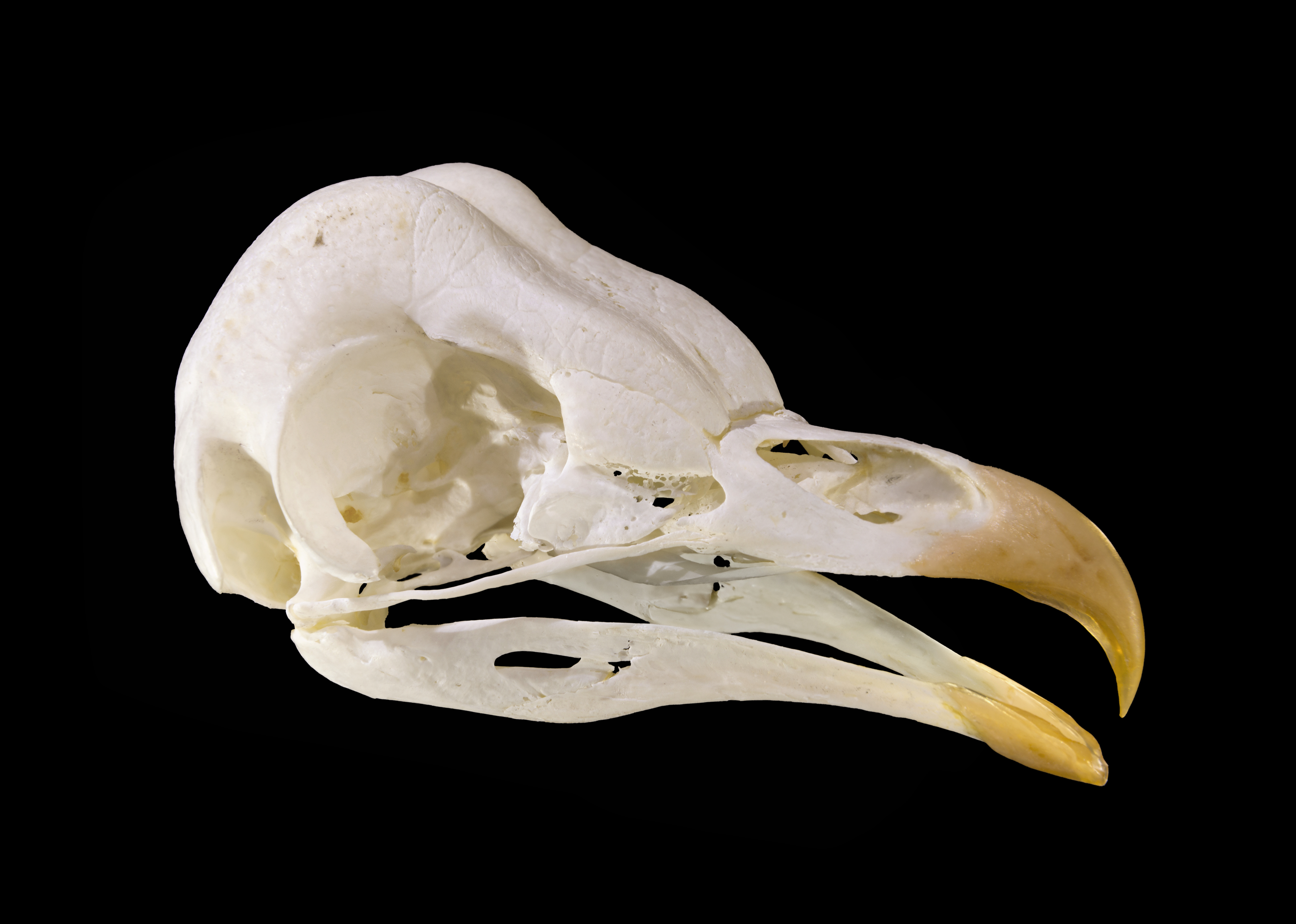
Schedel van de kerkuil (T. a. alba)

Het voedselpatroon van de kerkuil is relatief goed bekend. Wat de uil eet, kan namelijk worden achterhaald door braakballen te onderzoeken: opgebraakte klompjes met onverteerde resten van prooidieren. In gematigde gebieden bestaat meer dan 90% van zijn voedsel uit kleine zoogdieren. In warmere, droge gebieden is dat percentage lager en eet hij meer opportunistisch, afhankelijk van wat er lokaal beschikbaar is. In grote delen van Europa zijn woelmuizen de belangrijkste prooi, gevolgd door spitsmuizen. Rond de Middellandse Zee eten kerkuilen vooral muizen en ratten. De meeste prooien leven op de grond, maar kerkuilen vangen ook vleermuizen, bepaalde vogels, hagedissen, amfibieën en insecten. Regenwormen lijken ze opvallend genoeg nooit te eten, zelfs als die in grote aantallen aanwezig zijn.
Kerkuilen jagen door langzaam en laag over het landschap te vliegen, waarbij ze soms even bidden om een prooi te lokaliseren. Vanaf een uitkijkpunt zoals takken of paaltjes speuren ze hun omgeving af. Door de brede vleugels zijn kerkuilen zeer wendbaar in de lucht. Met hun relatief lange poten kunnen ze prooien tussen begroeiing of onder de sneeuw, vaak met feilloze precisie, te pakken krijgen. In het broedseizoen eet de kerkuil per etmaal 70–80 gram, wat overeenkomt met 4–8 muizen. In koude winterperioden kan dit nog twee keer zoveel zijn. Soms verstoppen ze voedsel op hun rustplek als voorraad voor tijden van schaarste.
Een prooi wordt meestal in zijn geheel opgegeten, inclusief botjes en vacht. Grotere prooien, zoals jonge konijnen, worden in stukken gescheurd, waarbij oneetbare delen worden achtergelaten. In tegenstelling tot wat soms wordt aangenomen, eten kerkuilen zelden tot nooit huisdieren. Het voedingspatroon hangt sterk af van wat er lokaal beschikbaar is: op eilanden kunnen kleine vogelsoorten tot 20% van hun dieet uitmaken, terwijl kerkuilen in graslanden soms massaal insecten eten zoals sprinkhanen of termieten. Ook vleermuizen, kikkers, hagedissen en slangen kunnen een klein maar niet onbelangrijk deel van het menu vormen.

## Verspreiding
Deze soortgroep is zeer wijdverbreid en komt voor in Amerika, Europa, Azië, Australië en Afrika. De soort Tyto alba sensu stricto komt voor in Europa, West-Azië en Afrika. Hij leeft in open of half-open laaglandgebieden waaronder cultuurland als steden, dorpen en landbouwgrond.

## Voortplanting
De voortplanting van de kerkuil geschiedt doorgaans na het tweede en derde levensjaar en begint meestal in april/maart. De broedperiode valt samen met een overvloed aan kleine knaagdieren en grote insecten in het voorjaar. Het mannetje lokt het vrouwtje, dat tot twee keer per jaar een legsel produceert, in goede muizenjaren kan er sprake zijn van een derde legsel. Een legsel bestaat uit 4-10 eieren. De broedduur is 28-30 dagen. Na het uitkomen van de eieren brengt het mannetje voedsel naar het nest dat door het vrouwtje wordt bewaakt. 
Kerkuilen nestelen doorgaans in donkere, verscholen ruimten in schuren van boerderijen, kerktorens of andere gebouwen waar ze in en uit kunnen vliegen. Dit is meestal in de nabijheid van een bosrijke omgeving met weilanden waar ze goed kunnen jagen. Kerkuilen vormen zogenaamde broedparen en wisselen niet van partner. Dit is in gevangenschap ook het geval.

## Taxonomie
Over het grote aantal beschreven ondersoorten van de kerkuil is geen consensus. Uit genetisch onderzoek bleek dat de in de Nieuwe Wereld en het Oriëntaals gebied voorkomende ondersoorten van de kerkuil als afzonderlijke clades kunnen worden opgevat. Deze groepen van ondersoorten zijn afgesplitst als nieuwe soorten, zoals de Amerikaanse kerkuil (T. furcata) en de oostelijke kerkuil (T. javanica). De onderstaande lijst volgt de IOC World Bird List.
Twee ondersoorten (T. a. alba en T. a. guttata) komen in Nederland voor.
- T. a. alba  (Scopoli, 1769): Noordwest-Afrika, westelijk en zuidelijk Europa tot de Balkan. De onderzijde van deze soort is volledig wit met kleine stippels en vlekken. Ook de bovendelen zijn veel lichter (grijzer) van kleur. Deze lichte vorm is zeldzaam in Nederland.
- T. a. guttata (Brehm, 1831): Noord- en Midden-Europa, Balkan, Oekraïne. De hartvormige vrijwel witte gezichtssluier is rond de zwarte ogen roodbruin tot lichtbruin gekleurd. De vleugels zijn asgrijs met oranjebruin, overspikkeld met langwerpige, zwart-witte druppelvlekjes, die vanaf de bovenkop naar de vleugeldekveren steeds groter worden. Verder zijn de grijze partijen fijn dwarsgestreept. Over de slag- en armpennen lopen duidelijke brede dwarsbanden van oranjebruin en grijs. De staart heeft dezelfde tekening. Borst- en buikzijde zijn oranjegeel tot donkerbruin, gespikkeld met donkerbruine, ruitvormige vlekjes. Bij het uitslaan van de vleugels is de spikkeling ook te zien op de lichtgekleurde ondervleugels. De poten zijn tot aan de tenen bedekt met witte haren. Toch is het een lichtgekleurde vogel die vooral in de vlucht een bijna witte indruk maakt.
- T. a. ernesti (Kleinschmidt, 1901):  Corsica en Sardinië. Een erg blanke ondersoort met een puur witte, vaak ongevlekte onderzijde. Bovenzijde is geel-bruinig met een grijze waas. Gezichtssluier is wit met een bruine waas tussen de ogen en de basis van de snavel.
- T. a. erlangeri  (Sclater, 1921): Kreta, Cyprus, Nabije Oosten tot het zuiden van Iran. Vergelijkbaar met T. a. ernesti. Vleugels en staart zijn donkerder en breder gestreept. Onderzijde meer gestippeld.
- T. a. schmitzi (Hartert, 1900):  Madeira
- T. a. gracilirostris (Hartert, 1905): Canarische eilanden voornamelijk Fuerteventura en Lanzarote. Snavel is slanker dan bij andere ondersoorten.
- T. a. detorta  (Hartert, 1913): Kaapverdië
- T. a. poensis (Fraser, 1843): Afrika ten zuiden van de Sahara, Bioko
- T. a. thomensis (Hartlaub, 1852): São Tomé
- T. a. hypermetra (Grote, 1928): Comoren Is. en Madagaskar, vergelijkbaar met T. a. guttata, maar groter.

## Status en bescherming
De grootte van de totale populatie is in 2015 geschat op 4-10 miljoen volwassen vogels. Op de Rode lijst van de IUCN heeft deze soort de status niet bedreigd.

### Status in Nederland
Tot in de jaren 1950 broedden er in Nederland tussen de 1800 en 3500 paar kerkuilen. In de jaren 1960 ging dit hard achteruit. De strenge winter van 1963 bracht ook nog eens grote schade toe. Veranderingen in het agrarisch bedrijf, zoals de vervanging van graanschuren door voedersilo's werkten ook nadelig, omdat deze schuren een geliefd jachtterrein waren van de kerkuil. Na nog een strenge winter werd een dieptepunt bereikt in 1979 met nog hoogstens 100 broedparen in Nederland.
Het plaatsen en onderhouden van speciale nestkasten voor deze uilensoort (in combinatie met zachte winters) bleek succesvol. Een landelijke organisatie van vrijwilligers die in 16 regio’s ruim 10.000 kerkuilnestkasten beheren is daar verantwoordelijk voor. Na 1989 ging het mede dankzij deze activiteiten steeds beter met de kerkuil. In 2020 schatte SOVON het aantal broedparen op 2900-3300 paar. De vogel blijft nog wel bedreigd door het intensieve autoverkeer en de eenvormigheid van het agrarische cultuurlandschap, daarom staat de kerkuil nog als 'kwetsbaar' op de Nederlandse rode lijst.

### Status in België
Eind van de jaren 1970 stond de kerkuil (Tyto alba) op de "Rode lijst" van de met uitsterven bedreigde diersoorten in België. Op het einde van 1979 werd een werkgroep opgericht met als voornaamste doel het behoud van de kerkuil als broedvogel.
In Vlaanderen werd in 1980 door de Kerkuilwerkgroep (toen nog de 'Werkgroep Bescherming Roofvogels', later het 'Nationaal Kerkuilproject') een grootscheepse inventarisatie opgezet. Een gelijkaardige, maar kleinschaliger actie werd in Wallonië op touw gezet. Al snel bleek een tekort aan broedgelegenheid aan de basis te liggen van de sterke achteruitgang van het kerkuilbestand. Na 1986 werden daarom honderden speciale nestkasten opgehangen in kerken, schuren, molens, opslagplaatsen, zelfs bewoonde huizen werden voor het dier aantrekkelijk gemaakt. Ook werd zorg besteed aan het voedselaanbod, vooral in de onmiddellijke omgeving van broedplaatsen. Vanaf 1987 was er sprake van een continue groei van het aantal kerkuilen. Opeenvolgende zachte winters en het werk van de werkgroep brachten de populatie terug tot op het niveau van voor de strenge winter 1962-1963, met meer dan 1000 broedparen in Vlaanderen. Voor Wallonië zijn geen globale cijfers gekend.